# Gao Jun
Gao Jun (Baoding, 25 de Janeiro de 1969) é uma mesa-tenista chinesa naturalizada americana. Representando a China, foi medalhista de prata em duplas nos Jogos Olímpicos de Barcelona e campeã mundial de duplas em 1991 em parceria com Chen Zihe.